# Herbie Harper featuring Bud Shank and Bob Gordon
Herbie Harper featuring Bud Shank and Bob Gordon – album amerykańskiego puzonisty jazzowego Herbie Harpera, złożony z utworów wydanych wcześniej na płytach wytwórni Nocturne: cały album Herbie Harper Quintet featuring Bob Gordon Jazz in Hollywood Series (Nocturne NLP 1) oraz 3 utwory z albumu Herbie Harper – Jazz in Hollywood Series (Nocturne NLP 7) z dodaniem "The Happy Clown", utworu tam niepublikowanego, a nagranego podczas tej samej sesji.
LP wydany został w 1957 przez Liberty Records (LJH 6003). Reedycję tej płyty wydała w 1984 hiszpańska Fresh Sound Rec.

## Muzycy
- Herbie Harper – puzon
- Bud Shank – saksofon barytonowy (A2, A5), saksofon tenorowy (A1, A3)
- Bob Gordon – saksofon barytonowy (B1– B5)
- Marty Paich – fortepian (A1 – A5)
- Jimmy Rowles – fortepian (B1 – B5)
- Harry Babasin – kontrabas
- Roy Harte – perkusja

## Lista utworów
Strona AHerbie Harper featuring Bud Shank
| 1. | "Now Playing" (Neal Hefti) 16 września 1954                          | 3:11  |
|    |                                                                      |       |
| 2. | "The New York City Ghost" (Victor Young, Peggy Lee) 16 września 1954 | 3:37  |
|    |                                                                      |       |
| 3. | "The Happy Clown" (Marty Paich) 16 września 1954                     | 3:38  |
|    |                                                                      |       |
| 4. | "Dinah" (Harry Akst, Joe Young, Sam Lewis) 27 lutego 1954            | 2:52  |
|    |                                                                      |       |
| 5. | "Sanguine" (Marty Paich) 16 września 1954                            | 3:11  |
|    |                                                                      |       |
|    |                                                                      | 16:29 |
|    |                                                                      |       |
Strona BHerbie Harper featuring Bob Gordon
| 1. | "Five Brothers" (Gerry Mulligan) 27 lutego 1954           | 2:11  |
|    |                                                           |       |
| 2. | "Summer Time" (George Gershwin) 27 lutego 1954            | 2:59  |
|    |                                                           |       |
| 3. | "Herbstone" (Herbie Harper) 27 lutego 1954                | 2:56  |
|    |                                                           |       |
| 4. | "Jive at Five" (Harry Edison, Count Basie) 27 lutego 1954 | 4:15  |
|    |                                                           |       |
| 5. | "Jeepers Leapers" (Bill McDougal) 27 lutego 1954          | 5:09  |
|    |                                                           |       |
|    |                                                           | 17:30 |
|    |                                                           |       |

## Informacje uzupełniające
- Producent – Harry Babasin
- Inżynier dźwięku – John Neal (A1– A3, A5)
- Inżynier dźwięku – Stan Ross (A4, B1– B5)
- Projekt okładki – Dale Hennesy